# Kuusamo
Kuusamo [ˈkuːsɑmɔ] ist eine Stadt im Nordosten Finnlands mit 15.146 Einwohnern (Stand 31. Dezember 2022). Außerhalb des Stadtzentrums, in dem etwa 11.000 Menschen leben, ist das Gebiet von Kuusamo äußerst dünn besiedelt, die Gemeindefläche beträgt insgesamt 5809 Quadratkilometer. Wegen seiner Natur und durch das Skisportzentrum Ruka ist Kuusamo eines der wichtigsten Touristenzentren Finnlands. International ist die Stadt als Austragungsort von Wintersportveranstaltungen bekannt.

## Geografie

### Lage und Ausdehnung

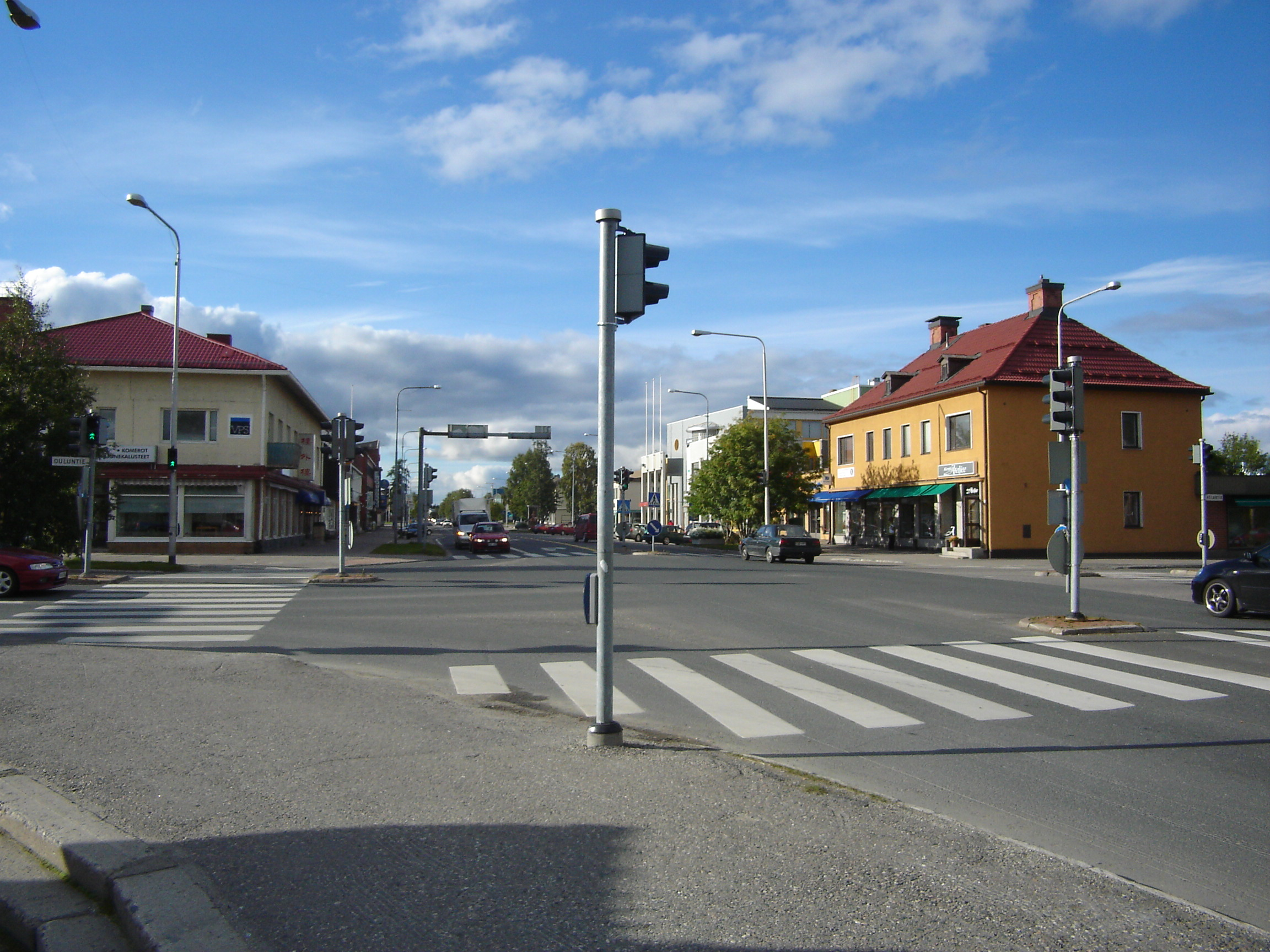
Das Zentrum von Kuusamo nimmt nur einen kleinen Teil der Fläche der Stadt ein.

Kuusamo liegt im Osten der Landschaft Nordösterbotten an der Grenze zu Russland. Die Nachbargemeinden von Kuusamo sind Suomussalmi im Süden, Taivalkoski und Posio im Westen, Salla im Norden sowie auf russischer Seite Pjaosjorski im Osten. Die nächsten größeren Städte sind Rovaniemi 192 Kilometer nordwestlich und Oulu 215 Kilometer südwestlich. Die Entfernung zur Hauptstadt Helsinki beträgt 796 Kilometer.
Die Region, in der Kuusamo liegt, wird traditionell als Koillismaa (wörtlich: „Nordostland“) bezeichnet. Zu Koillismaa zählt man historisch neben Kuusamo die Gemeinden Taivalkoski, Posio und Pudasjärvi. Zur offiziellen Verwaltungsgemeinschaft (seutukunta) gehören aber nur Kuusamo und Taivalkoski. Obwohl die Landschaft Lappland erst nördlich von Kuusamo beginnt, wird der Ort nicht zuletzt aus Gründen der touristischen Vermarktung inoffiziell oft Lappland zugeschlagen.
Kuusamo bedeckt eine Fläche von 5809 Quadratkilometern, von der 831 Quadratkilometer Wasser sind. Damit ist Kuusamo mehr als doppelt so groß wie der Staat Luxemburg. Das Gemeindezentrum von Kuusamo, in dem fast zwei Drittel der Einwohner leben, nimmt nur einen kleinen Teil der Fläche ein. Der Rest des Gebiets besteht aus dem dünn besiedelten, größtenteils bewaldeten Umland. Daher beträgt die Einwohnerdichte von Kuusamo nur 3,04 Einwohner pro Quadratkilometer Landfläche. Außer dem Stadtzentrum gehören zu Kuusamo die Dörfer Alakitka, Heikkilä, Hiltunen, Irni, Jokilampi, Kallunki, Kantokylä, Kemilä, Kero, Kesäniemi, Kiitämäjärvi, Koskenkylä, Kuolio, Kurvinen, Kärpänkylä, Käylä, Lämsänkylä, Maaselänkylä, Murtovaara, Poussu, Puutteenkylä, Rukajärvi, Määttälänvaara, Soivio, Suorajärvi, Tammela, Teeriranta, Törmäsenvaara, Vasaraperä, Virrankylä, Vuotunki, Lehto und Kiviperä.

### Landschaft und Natur

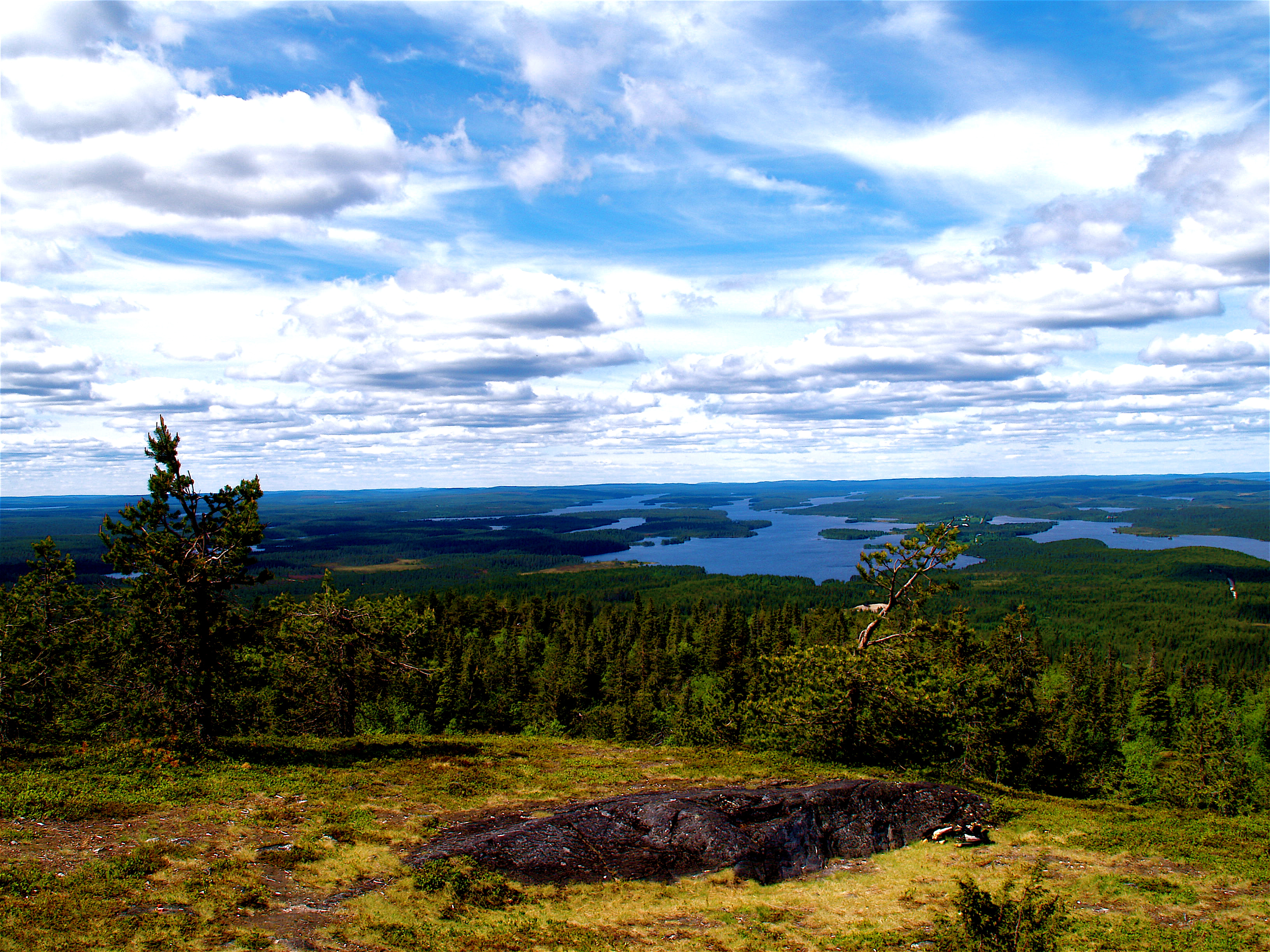
Blick vom Iivaara

Landschaftlich gehört Kuusamo zum Großraum des finnischen Hügellandes (Vaara-Suomi), das hier bereits in die für Lappland typische Fjell-Landschaft übergeht. Das Stadtgebiet liegt auf einer rund 250 Meter hohen Hochebene, von der aus die Gewässer in fünf Richtungen abfließen. Auf dem Gebiet von Kuusamo befinden sich zahlreiche Hügel (finnisch: vaara) und Fjells (finnisch: tunturi), die die hier verhältnismäßig niedrige Baumgrenze überragen. Die höchsten Erhebungen sind Valtavaara (492 Meter), Kuntivaara (481 Meter), Iivaara (469 Meter) sowie Rukatunturi (462 Meter) mit dem Skisportzentrum Ruka.

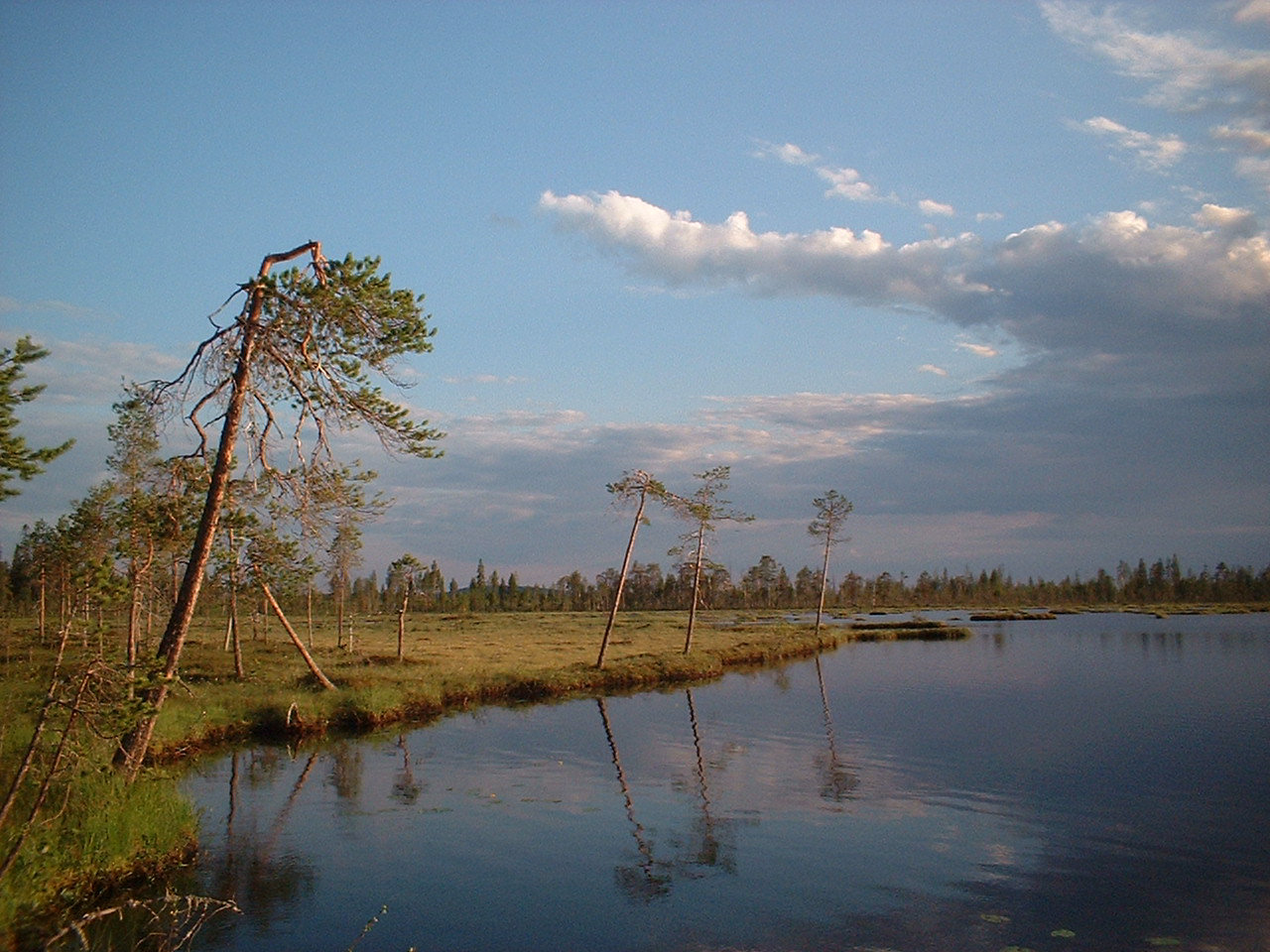
Sumpflandschaft nahe Liikasenvaara

90 Prozent der Landfläche Kuusamos sind bewaldet. Unter den Bäumen herrschen Kiefern vor (70 Prozent), daneben wachsen in den Wäldern Fichten (20 Prozent) und Laubbäume (10 Prozent). 801 Quadratkilometer, das sind 14 Prozent der Fläche Kuusamos, werden von Wasser bedeckt. Die größten der 166 Seen im Gebiet von Kuusamo sind Joukamojärvi, Kiitämä, Kitkajärvi, Kurkijärvi, Kuusamojärvi, Muojärvi und Suininki. Die Flüsse Oulankajoki, Kitkajoki, Kuusinkijoki und Pistojoki fließen nach Osten in das Weiße Meer, der Iijoki nach Westen in den Bottnischen Meerbusen.
Der 270 Quadratkilometer große Nationalpark Oulanka befindet sich auf dem Gebiet von Kuusamo und der nördlichen Nachbargemeinde Salla. Die Landschaft wird von Kiefernwäldern, dem Oulankajoki und seinen Nebenarmen mit ihren Sandbänken und Stromschnellen und im Nordteil von weitläufigen Sumpfgebieten beherrscht. In der Wildmark leben 30 Säugetier- und 120 Vogelarten, darunter Braunbären, Stein- und Seeadler. Wölfe und Luchse sind seltener anzutreffen. Am Oulankajoki liegen die Stromschnellen Kiutaköngäs, Taivalköngäs, Jyrävä, Niskakoski und Myllykoski. An der südlichen Gemeindegrenze zu Suomussalmi liegt der Nationalpark Hossa, der im Sommer 2017 eingeweiht wurde. Zu seinen Sehenswürdigkeiten gehört unter anderem der Canyonsee Julma Ölkky mit seinen bis zu 50 Meter hohen Felswänden.

### Klima

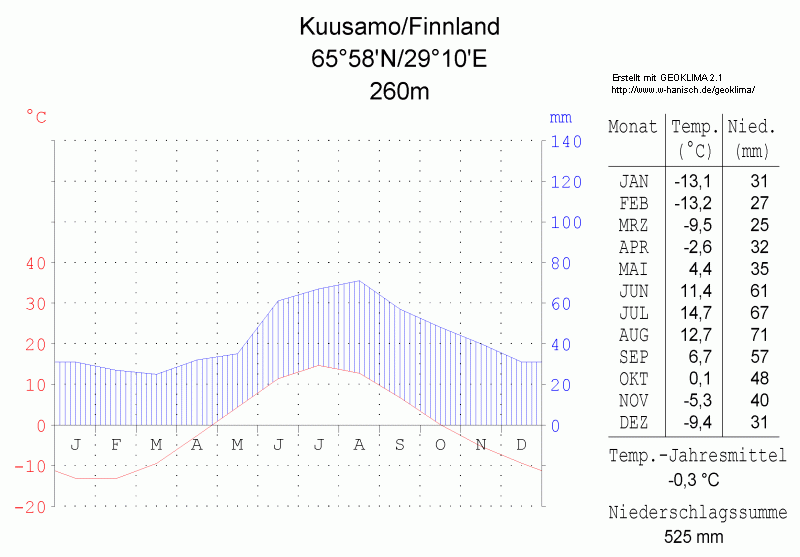
Klimadiagramm von Kuusamo

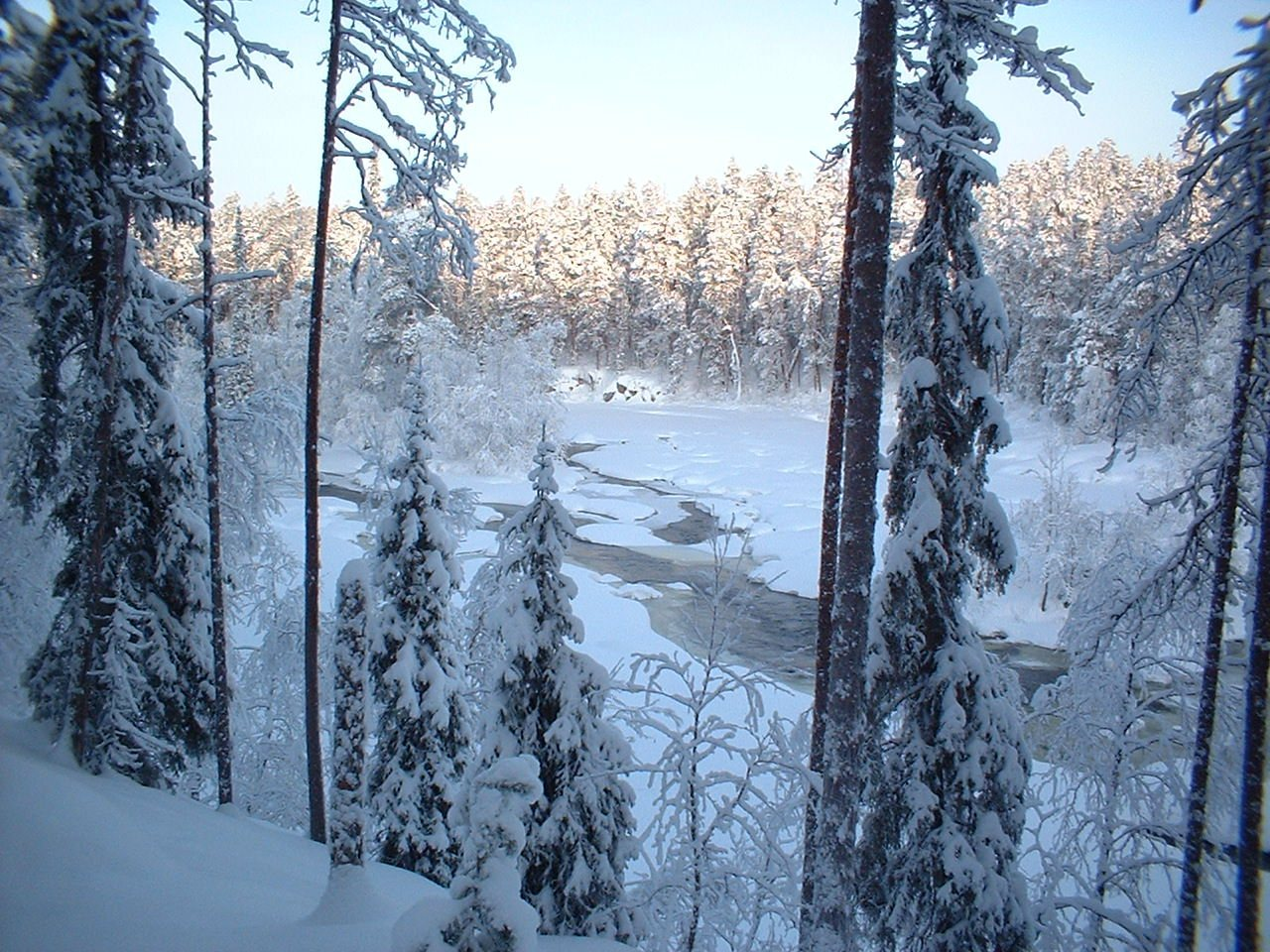
Winter am Fluss Oulankajoki

Das Klima in Kuusamo ist kaltgemäßigt und stärker kontinental geprägt als im Rest Finnlands. Die Jahresdurchschnittstemperatur beträgt −0,3 °C, der Jahresniederschlag 525 mm. Der wärmste Monat ist der Juli mit einer Durchschnittstemperatur von +14,7 °C. Am kältesten ist es im Februar mit −13,2 °C. Die kälteste jemals in Kuusamo gemessene Temperatur betrug −48,0 °C. Kuusamo gehört zu den schneereichsten Gegenden Finnlands: Etwa 200 Tage im Jahr, von Ende Oktober bis Mitte Mai, liegt eine geschlossene Schneedecke, die eine Dicke von 80–90 Zentimeter erreicht.
Das Zentrum von Kuusamo liegt rund 60 Kilometer südlich des Polarkreises, somit spielen die Beleuchtungsjahreszeiten (Polartag und -nacht) eine große Rolle. Von September bis Februar kommen ungefähr jede dritte Nacht Polarlichter vor.

## Geschichte

### Samische Besiedlung
Ursprünglich, bis ins 17. Jahrhundert, war das Gebiet von Kuusamo von halbnomadischen Samen bewohnt. In der kalten Jahreszeit lebten sie in den Winterdörfern Maanselkä und Kitka. Im Frühjahr zogen sie an die Flüsse und im Sommer nach der Eisschmelze an die Seen, um Fischerei zu betreiben und Beeren und Pilze zu sammeln, im Herbst jagten sie Waldrentiere, Bären und Biber. Neben der Fischerei und Jagd verdienten die Samen ihren Lebensunterhalt, indem sie mit den an der Küste des Bottnischen Meerbusens ansässigen Finnen und den Kareliern der Weißmeerküste Pelzhandel trieben.
Als samisches Siedlungsgebiet gehörte Kuusamo damals zur Kemi-Lappmark. Nominell gehörte das Gebiet zur schwedischen Provinz Västerbotten, die schwedische Herrschaft beschränkte sich aber auf das Eintreiben von Steuern. Zugleich wurde das als herrenlos angesehene Gebiet auch von Russland aus besteuert.

### Schwedische Herrschaft
Seit dem 15. Jahrhundert nutzten auch am Unterlauf des Iijoki-Flusses ansässige finnische Fischer die Fischgründe Kuusamos. Sie unternahmen regelmäßig Fahrten von einigen Wochen nach Kuusamo, weil es aber in der Gegend anders als am Mittellauf des Iijoki keine Flussauen gab, die Heu für das Vieh hätten liefern können, gründeten sie keine festen Siedlungen. Erst als der schwedische Staat 1673 allen Neusiedlern in Lappland für 15 Jahre Steuerfreiheit gewährte, begannen sich Siedler aus Savo und Kainuu in Kuusamo niederzulassen. Sie betrieben Wanderfeldbau und begannen mit der Brandrodung der Wälder. Dadurch wurde die hauptsächlich auf der Jagd beruhende Lebensform der Samen gefährdet. Die samische Bevölkerung wurde von den finnischen Siedlern innerhalb weniger Jahrzehnte assimiliert oder verdrängt. Schon 1718 lebten in Kuusamo nur noch zwei samische Familien, die auch schon die finnische Sprache übernommen hatten.
Die erste Kirchengemeinde in Kuusamo wurde 1685 gegründet. 1687 entstand eine provisorische Kapelle, 1695 der erste Kirchenbau. Seit Ende des 17. Jahrhunderts begann man das Gebiet nach dem See Kuusamojärvi Kuusamo zu nennen. Die genaue Etymologie des Namens ist ungeklärt, möglich ist jedoch eine Herleitung von einer samischen Bezeichnung für „Fichtenwald“.
Die schwedisch-russische Grenze war bereits 1595 im Frieden von Teusina östlich von Kuusamo gezogen worden, war aber lange nicht genau festgelegt und durchlässig. Durch den konstanten Zuzug von Neusiedlern wuchs Kuusamo im 18. Jahrhundert stetig an. Anstelle des Wanderfeldbaus traten nach und nach Landwirtschaft, Vieh- und Rentierzucht. Um 1770 hatte Kuusamo rund 2.000 Einwohner. 1775 wurde Kuusamo aus der Lappmark gelöst und der neu gegründeten Provinz Oulu zugeschlagen. Wegen der gestiegenen Einwohnerzahl musste zwischen 1797 und 1804 eine neue, größere Kirche gebaut werden. Anfang des 19. Jahrhunderts war bereits die Marke von 3.000 Einwohnern erreicht, eine Hungersnot im Jahr 1803 und eine Pockenepidemie im folgenden Jahr dezimierten die Bevölkerung aber wieder.

### Russische Herrschaft
1809 kam Kuusamo, wie das gesamte Finnland, unter russische Herrschaft. In der ersten Hälfte des 19. Jahrhunderts wurde die Gegend mehrmals von verheerenden Hungersnöten und Epidemien heimgesucht. Nach der katastrophalen Missernte im Jahr 1867 blieb Kuusamo aber von größeren Hungersnöten verschont, und die Bevölkerungszahl stieg konstant an. 1886 lebten in Kuusamo schon über 7000 Menschen, 1894 waren es bereits 8000. Durch das Aufkommen der Forstwirtschaft am Ende des 19. Jahrhunderts zogen Arbeitskräfte in die Gegend, sodass Kuusamo 1910 eine Einwohnerzahl von 10.500 erreichte. 1868 wurde das Kirchspiel Kuusamo im Zuge der Verwaltungsreform Finnlands in eine politische Gemeinde umgewandelt.

### Seit der Unabhängigkeit
Nach der Unabhängigkeit Finnlands im Jahr 1917 wurde die russische Grenze geschlossen und Kuusamo so von seinem Hinterland abgeschnitten. Nun konnte kein Holz mehr von Kuusamo an die Häfen am Weißen Meer geflößt werden, was für die Forstwirtschaft einen erheblichen Rückschlag bedeutete. Auch die Rentierwirtschaft litt darunter, dass ein Teil der Tierbestände auf der falschen Seite der Grenze geblieben war. Daher entwickelte sich in der Zeit zwischen den Weltkriegen die Landwirtschaft zum wichtigsten Wirtschaftsfaktor. Bis 1925 stieg die Einwohnerzahl auf 14.634, im nächsten Jahr sank sie aber durch die Loslösung der Dörfer Posio und Suolijärvi aus Kuusamo um rund 2000.
Zu Beginn des Winterkrieges wurde Kuusamo im Dezember 1939 aus Furcht vor einer sowjetischen Invasion evakuiert. Im Frieden von Moskau, der den Winterkrieg am 14. März 1940 beendete, musste Finnland neben großen Teilen Kareliens auch die östlichen Gebiete von Salla und Kuusamo an die Sowjetunion abtreten. Der abgetretene Teil von Kuusamo hatte eine Fläche von 1653 km² und umfasste die Dörfer Paanajärvi, Tavajärvi, Vatajärvi, Enojärvi, Pukari und Kenttikylä. Ihre 2100 Bewohner mussten in andere Teile Kuusamos umgesiedelt werden. Während des Fortsetzungskriegs von 1941 bis 1944 waren in Kuusamo deutsche Wehrmachtssoldaten stationiert. Finnland schloss im September 1944 ein Waffenstillstandsabkommen mit der Sowjetunion. Es musste sich verpflichten, die deutschen Truppen im später so genannten Lapplandkrieg aus dem Land zu vertreiben, und Kuusamo wurde wieder binnen kurzer Zeit evakuiert. Die deutschen Truppen zogen sich schnell zurück, zerstörten vorher aber einen großen Teil der Gemeinde; unter anderem brannten sie das Kirchdorf nieder.
In den Jahren von 1945 bis 1952 wurde Kuusamo wieder aufgebaut. Die Einwohnerzahl stieg bis Mitte der 1960er Jahre an. Als die Landwirtschaft nicht mehr genug Arbeitsplätze für die geburtenstarken Jahrgänge bieten konnte, begann eine Abnahme der Einwohnerzahl, die bis auf eine zwischenzeitliche Phase der Konsolidierung in den 1980er Jahren bis heute andauert. Bereits 1954 war eine erste Skipiste auf dem Rukatunturi angelegt worden. Durch den Ausbau von Ruka zum Skisportzentrum entwickelte sich Kuusamo in der Folge zu einem touristischen Zentrum und ist heute Hauptwirtschaftszweig. Im Jahr 2000 erhielt die Gemeinde Kuusamo das Stadtrecht.

## Bevölkerung
Am 31. Dezember 2019 hatte Kuusamo noch 16.134 Einwohner. Etwa zwei Drittel der Bevölkerung lebt im Stadtzentrum, dem sogenannten Kirchdorf von Kuusamo, der Rest verteilt sich auf die Dörfer im ländlichen Umland. Wie die meisten Gemeinden im strukturschwachen Norden und Osten Finnlands ist Kuusamo von der Abwanderung in die Ballungsräume Südfinnlands betroffen. Mitte der 1960er Jahre erreichte die Einwohnerzahl mit fast 21.000 ihren Höhepunkt. Nach einer ersten Phase des Rückgangs konsolidierte sich die Einwohnerzahl in den 1980er Jahren wieder, seit Mitte der 1990er Jahre ist sie wieder rückläufig.
Die negative Bevölkerungsentwicklung spiegelt sich auch in der Altersstruktur Kuusamos wider, weil es vor allem junge Menschen sind, die die Stadt verlassen. Zwischen 1998 und 2001 sank der Anteil der 0–15-Jährigen an der Bevölkerung von 25 auf 23 Prozent, während der Anteil der über 64-Jährigen von 12 auf 14 Prozent anstieg.
| Jahr | Einwohnerzahl |
| ---- | ------------- |
| 1960 | 18.639        |
| 1965 | 20.795        |
| 1970 | 19.974        |
| 1980 | 18.161        |
| 1985 | 17.923        |
| 1990 | 18.061        |
| 1995 | 18.687        |
| 2000 | 17.891        |
| 2005 | 17.113        |
| 2010 | 16.492        |
| 2015 | 15.688        |
| 2017 | 15.368        |

## Politik

### Stadtrat
Wie in Nordfinnland üblich, ist die Zentrumspartei in Kuusamo die dominierende politische Kraft. Bei der Kommunalwahl 2017 erhielt sie nach leichten Gewinnen knapp 58 Prozent der Stimmen, im auf 39 Sitze verkleinerten Stadtrat (in der Wahlperiode 2012–2017 noch 43 Sitze) stellt sie 24 Abgeordnete. Die beiden anderen großen Parteien des Landes, die konservative Nationale Sammlungspartei und die Sozialdemokraten spielen mit fünf beziehungsweise zwei Sitzen im Stadtrat eine untergeordnete Rolle. Kontinuierlich wachsende Zustimmung erhält der Grüne Bund mit jetzt vier Abgeordneten. Ebenfalls im Stadtrat vertreten sind die rechtspopulistischen Die Finnen mit zwei Sitzen sowie das Linksbündnis mit ebenfalls zwei Abgeordneten. Die Wahlbeteiligung war mit 62,9 % durchschnittlich.
| Partei                    | Wahlergebnis 2017 | Sitze   |
| ------------------------- | ----------------- | ------- |
| Finnische Zentrumspartei  | 57,7 % (+2,9)     | 24 (−1) |
| Grüner Bund               | 11,9 % (+4,2)     | 4 (+1)  |
| Nationale Sammlungspartei | 11,7 % (±0)       | 5 (±0)  |
| Die Finnen                | 6,4 % (−5,4)      | 2 (−3)  |
| Sozialdemokraten          | 6,1 % (−2,2)      | 2 (−1)  |
| Linksbündnis              | 4,9 % (+0,3)      | 2 (±0)  |
| Christdemokraten          | 1,2 % (+0,2)      | 0 (±0)  |

### Wappen
Das Wappen von Kuusamo wurde 1959 entworfen und zeigt ein silbernes Rentier unter einem goldenen Polarlicht im roten Schild. Außerdem verwendet die Stadt Kuusamo ein offizielles Logo, das aus dem roten Schriftzug Kuusamo unter einem goldenen Polarlicht besteht.

### Städtepartnerschaften
Kuusamo unterhält mit folgenden Städten eine Städtepartnerschaft:
- Avesta, Schweden, seit 1984
- Hørning, Dänemark, seit 1988
- Askøy, Norwegen, seit 1988
- Louchi, Republik Karelien, Russland, seit 1989

## Wirtschaft und Infrastruktur

### Wirtschaft
Die Hauptwirtschaftszweige in Kuusamo sind Tourismus, Forst- und Landwirtschaft, Rentierzucht und Kleinindustrie. Die Arbeitslosenquote ist mit 9,3 Prozent (Juni 2019) verhältnismäßig hoch.
Im Jahr 2002 gab es in Kuusamo 248 landwirtschaftliche Betriebe. Aufgrund der klimatischen Bedingungen wird kaum Getreide angebaut, hingegen nehmen Milch- und Fleischproduktion eine große Rolle ein. Ebenfalls ein größerer Wirtschaftszweig ist die Rentierzucht. In den Wäldern von Kuusamo leben rund 10.000 Rentiere, die im Sommer frei herumlaufen. Im Spätherbst treiben ihre Besitzer die Tiere zusammen, suchen die Schlachttiere heraus und markieren die Jungtiere. Die Forstwirtschaft und die holzverarbeitende Industrie beschäftigen in Kuusamo über 1000 Menschen.

### Tourismus

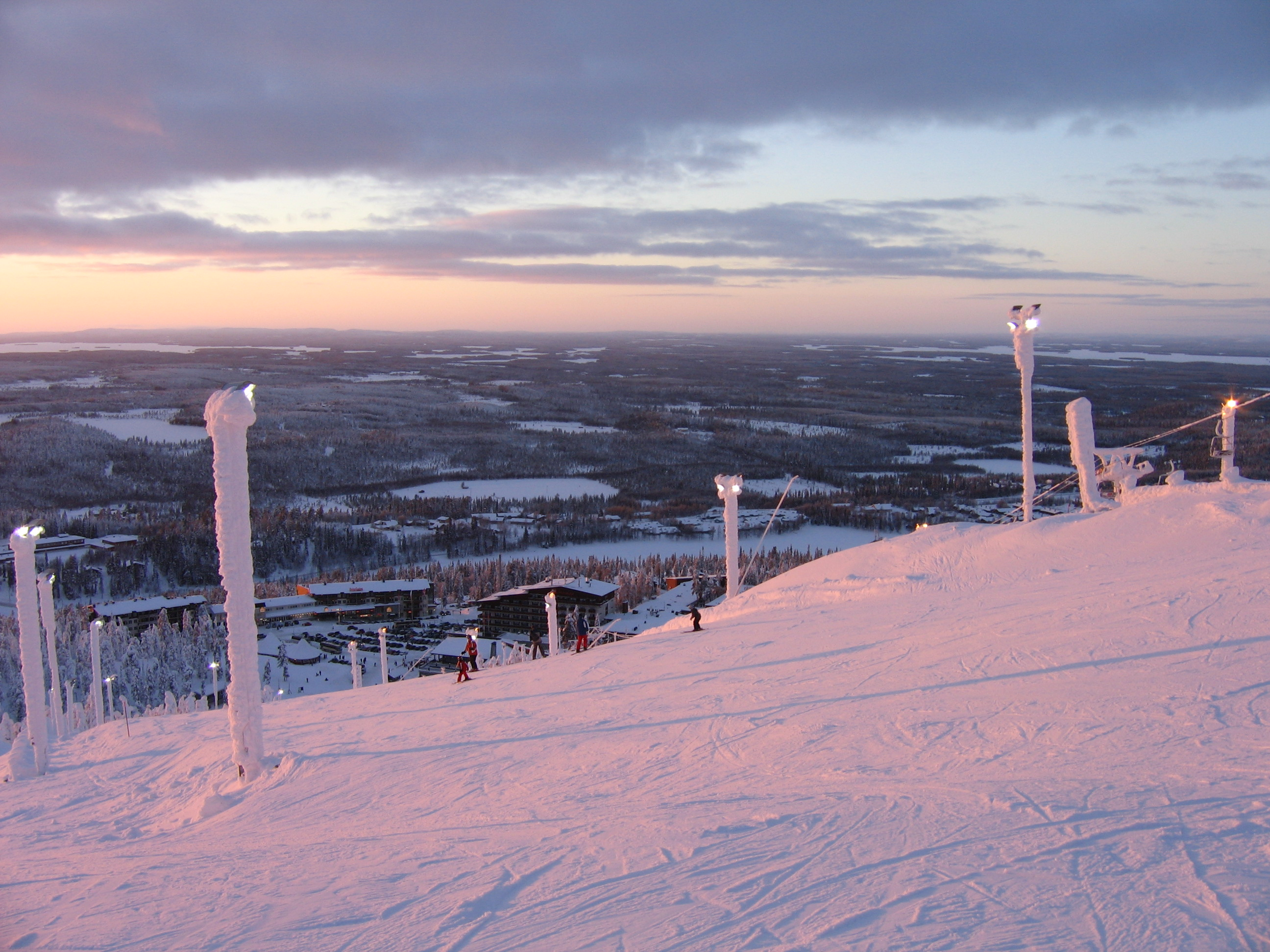
Skipiste in Ruka

Kuusamo gehört zu den wichtigsten touristischen Gebieten Finnlands. Insgesamt besuchen jährlich etwa eine Million Touristen Kuusamo. 2002 wurden 291.222 Übernachtungen registriert, davon 17 Prozent von ausländischen Gästen. Im Gebiet der Stadt befinden sich rund 6000 Ferienhäuser (mökki), mehr als in jeder anderen Gemeinde Finnlands. Das Skisportzentrum Ruka ist mit insgesamt 16.000 Bettplätzen, vier Hotels und 28 Restaurants das größte Finnlands. An den Hängen des 492 m hohen Rukatunturi befinden sich 29 größtenteils beleuchtete Pisten. Außerdem werden den Gästen Aktivitäten wie Skilanglauf, Motorschlittenfahrten oder Ausflüge mit Rentier- und Hundeschlitten geboten. Ruka profitiert von der langen Skisaison, die von Anfang Oktober bis Mitte Mai andauert. Im Sommer ist Kuusamo vor allem ein Ziel für Naturtouristen, die zum Fischen, Kajakfahren oder Wandern in die Gegend kommen. Die bekannteste Wanderroute ist die Bärenrunde (Karhunkierros), die auf 82 km von Ruka durch den Nationalpark Oulanka nach Hautajärvi in der Gemeinde Salla führt.

### Verkehr

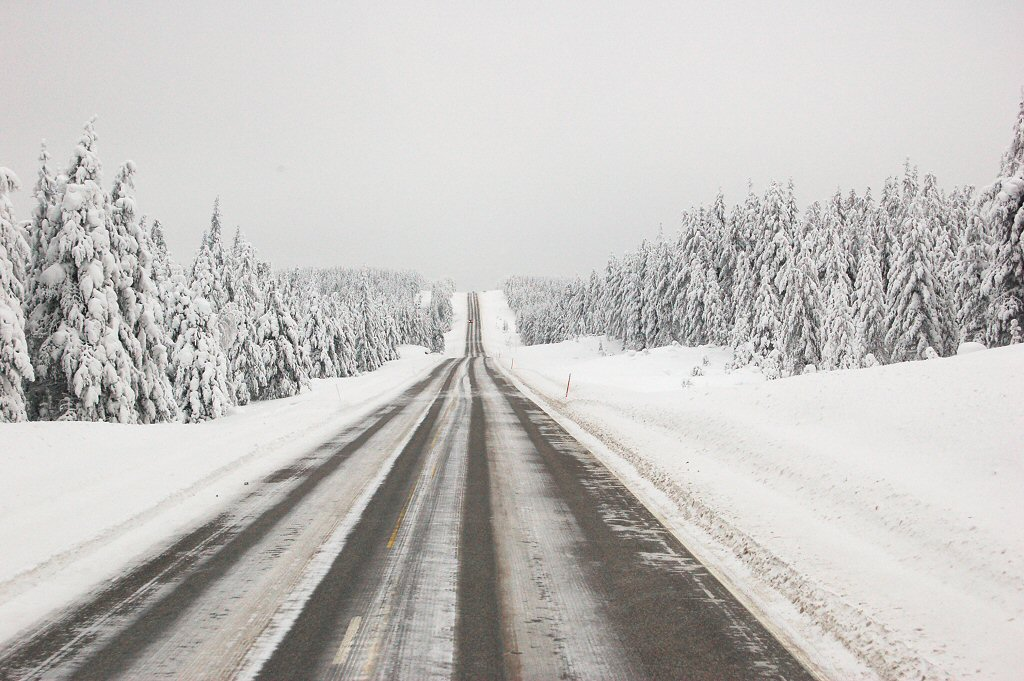
Staatsstraße 20 bei Kuusamo

Die in Nord-Süd-Richtung durch Finnland verlaufende Staatsstraße 5, deren Verlauf auch die Europastraße 63 folgt, verbindet Kuusamo über Heinola mit dem Süden des Landes und führt weiter nach Norden in Richtung Sodankylä. Die Staatsstraße 20 führt von Kuusamo nach Oulu, die Hauptstraße 81 nach Rovaniemi. In Suoperä bei Kuusamo befindet sich ein Grenzübergang nach Russland, der seit 2006 auch für den internationalen Verkehr freigegeben ist. Im Jahr 2007 wurden 17.000 Grenzüberschreitungen verzeichnet.
Der Flughafen Kuusamo ist 6 Straßenkilometer vom Stadtzentrum und 27 Kilometer von Ruka entfernt. Er entstand 1969 und wurde seitdem mehrmals ausgebaut. Die Fluggesellschaft Finnair bietet täglich Direktflüge von Helsinki, während der Touristensaison steuern zudem Charterflüge Kuusamo an. Im Jahr 2007 nutzten 108.394 Passagiere den Flughafen.
An das Bahnnetz war Kuusamo nur kurzzeitig in den 1940er Jahren mit der Bahnstrecke Hyrynsalmi–Kuusamo angeschlossen. Heute befindet sich der nächste Bahnhof mit Passagierverkehr im 140 Kilometer entfernten Kemijärvi.

## Kultur und Sehenswürdigkeiten

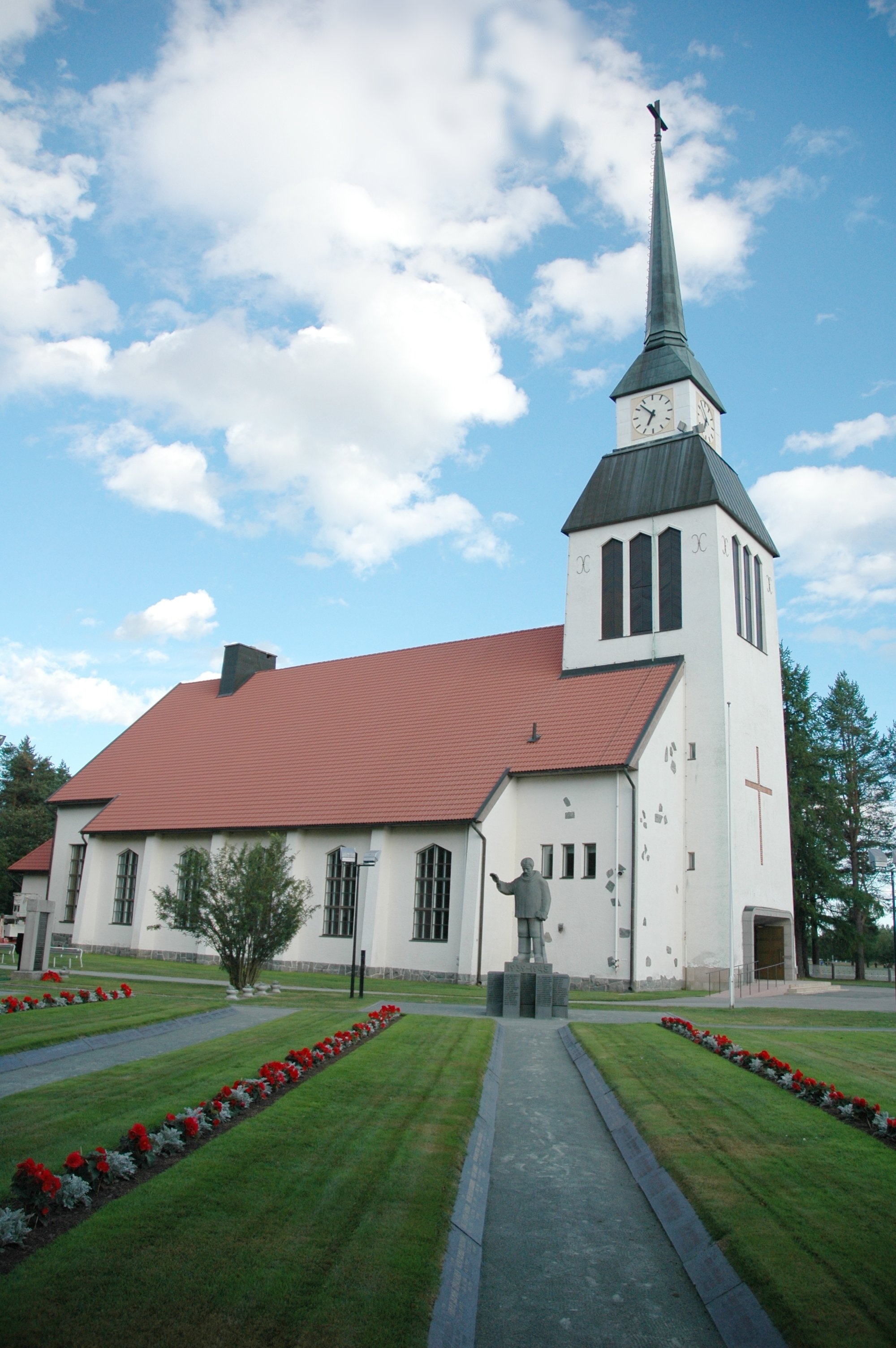
Die Kirche von Kuusamo

Während Kuusamo vor allem wegen seiner Naturschönheit Besucher anzieht, hat die Stadt kaum Sehenswürdigkeiten im traditionellen Sinn vorzuweisen. Weil das Stadtzentrum im Lapplandkrieg vollständig zerstört und anschließend möglichst schnell und ökonomisch wiederaufgebaut werden musste, ist Kuusamo vom architektonischen Standpunkt gesehen weitgehend uninteressant. Hingegen ist das Kulturleben der Stadt zumindest in Anbetracht der geringen Einwohnerzahl verhältnismäßig lebhaft.
Das 1996 fertiggestellte „Kuusamo-Haus“ im Stadtzentrum fungiert als Kultur- und Kongresszentrum. In ihm finden regelmäßig Musik- und Theateraufführungen sowie wechselnde Kunstausstellungen statt. Das Heimatmuseum von Kuusamo ist ein Freilichtmuseum, das in einem historischen Bauernhof eingerichtet wurde. Außerdem ist in der alten Schule von Kirkkoketo ein Schulmuseum eingerichtet.
Die Kirche im Zentrum von Kuusamo wurde 1951 erbaut. Sie steht an der Stelle der alten Holzkirche aus dem Jahr 1802, die 1944 im Lapplandkrieg von deutschen Truppen niedergebrannt wurde. Damals begruben deutsche Soldaten die beiden Kirchenglocken – eine hatte der schwedische König Karl XI. im Jahr 1698 gestiftet, die andere stammt aus dem Jahr 1721 – auf dem Friedhof, um sie vor den anrückenden sowjetischen Truppen zu sichern. Die Glocken galten als verschollen, bis 1959 der ehemalige deutsche Regimentskommandeur Kuusamo besuchte und die Stelle der vergrabenen Glocken verriet.

## Sport

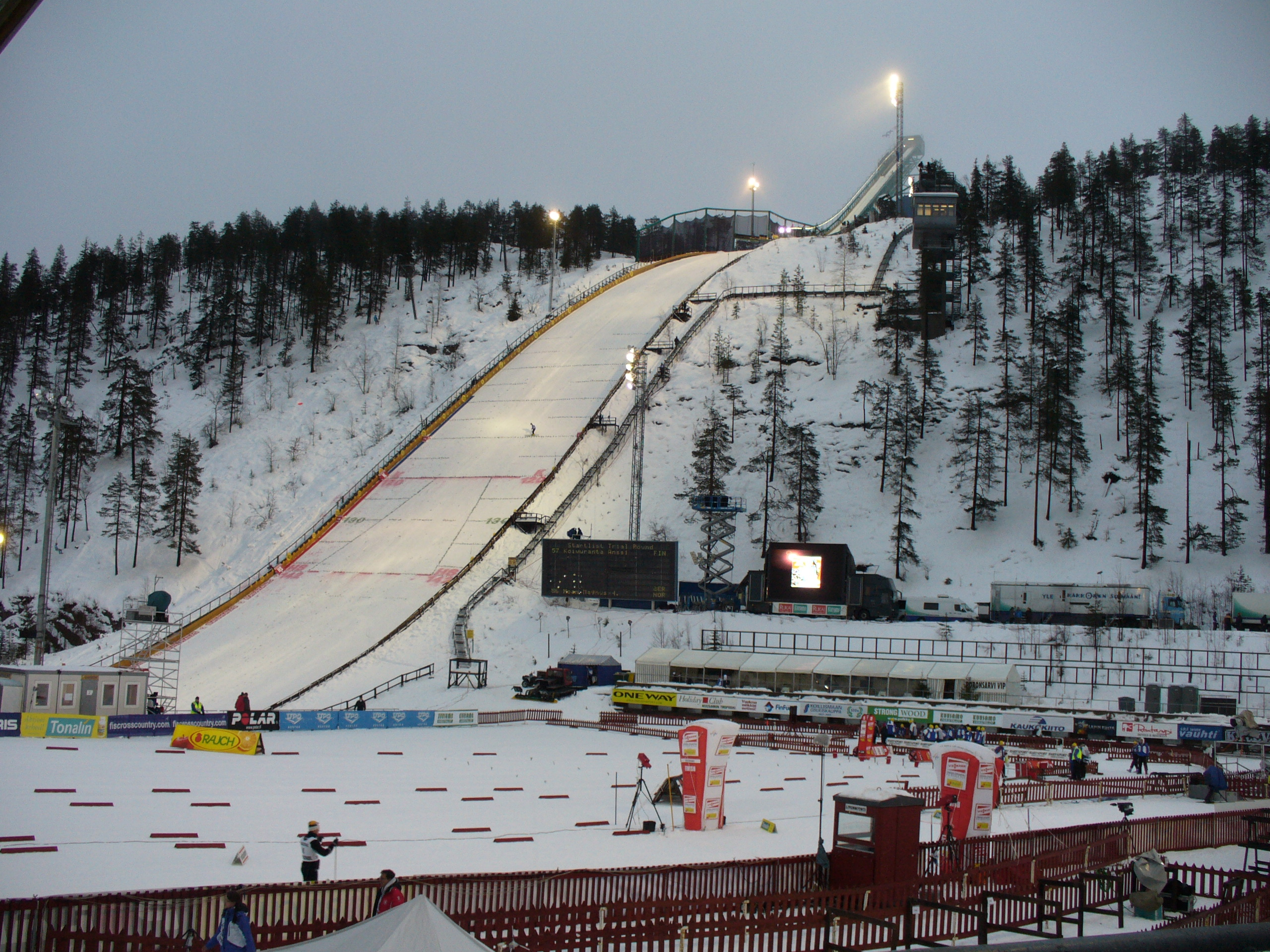
Die Rukatunturi-Schanze mit dem Langlaufstadion

Kuusamo ist sportlich bekannt geworden durch das Wintersportzentrum Ruka, das nur rund 25 Kilometer von der Stadt entfernt ist, siehe dazu Sport in Ruka.
Siehe auch: Wintersport-Weltcups in Kuusamo

## Söhne und Töchter der Stadt
- Kalevi Oikarainen (1936–2020), Skilangläufer
- Markku Taskinen (* 1952), Mittelstreckenläufer
- Pirkko Määttä (* 1959), Skilangläuferin
- Pasi Saapunki (* 1968), Nordischer Kombinierer
- Sami Kallunki (1971–1999), Nordischer Kombinierer
- Antti-Jussi Kemppainen (* 1989), Freestyle-Skier
- Enni Rukajärvi (* 1990), Snowboarderin
- Susanna Saapunki (* 1992), Skilangläuferin
- Santeri Paloniemi (* 1993), Skirennläufer
- Sami Saapunki (* 1994), Skispringer
- Juho Ojala (* 1995), Skispringer
- Antti Ronkainen (* 1996), Volleyballspieler
- Vilho Palosaari (* 2004), Skispringer